# Derivata esterna
In geometria differenziale, la derivata esterna estende il concetto di differenziale di una funzione a forme differenziali di ordine maggiore. La forma attualmente usata della derivata esterna è dovuta ad Élie Cartan.

## Definizione
La derivata esterna di una forma differenziale di grado {\displaystyle k} è una forma differenziale di grado {\displaystyle k+1}.

### Derivata esterna di una funzione
Sia {\displaystyle f} una funzione liscia (cioè una 0-forma). La derivata esterna di {\displaystyle f} è il differenziale {\displaystyle df} di {\displaystyle f}, ovvero l'unica uno-forma tale che per ogni campo vettoriale {\displaystyle X} si abbia {\displaystyle df(X)=Xf}, dove {\displaystyle Xf} è la derivata direzionale di {\displaystyle f} in direzione {\displaystyle X}.

### Derivata esterna di una k-forma
La derivata esterna è definita come l'unica trasformazione lineare a valori reali che mappa k-forme in (k+1)-forme tale da soddisfare le seguenti proprietà:
- {\displaystyle df} è il differenziale di {\displaystyle f} per {\displaystyle f} funzione liscia.
- {\displaystyle d(df)=0} per ogni funzione liscia {\displaystyle f}.
- {\displaystyle d(\alpha \wedge \beta )=d\alpha \wedge \beta +(-1)^{p}\alpha \wedge d\beta }, con {\displaystyle \alpha } una p-forma.

La seconda proprietà vale in un contesto più generale, poiché {\displaystyle d(d\alpha )=0} per ogni k-forma {\displaystyle \alpha }, mentre la terza implica, come caso particolare, che se {\displaystyle f} è una funzione e {\displaystyle \alpha } una k-forma allora {\displaystyle d(f\alpha )=df\wedge \alpha +f\wedge d\alpha } poiché le funzioni sono forme di grado zero.

## Derivata esterna in coordinate locali
In un sistema di coordinate locale {\displaystyle (x^{1},\dots ,x^{n})} si considerino i differenziali {\displaystyle (dx^{1},\dots ,dx^{n})}, che costituiscono un insieme di uno-forme. Dato un insieme di indici {\displaystyle I=(i_{1},\dots ,i_{k})}, con {\displaystyle 1\leq i_{p}\leq n} e {\displaystyle 1\leq p\leq k}, la derivata esterna di una k-forma:
{\displaystyle \omega =f_{I}{\text{d}}x^{I}=f_{i_{1},i_{2}\cdots i_{k}}{\text{d}}x^{i_{1}}\wedge {\text{d}}x^{i_{2}}\wedge \cdots \wedge {\text{d}}x^{i_{k}}}
su {\displaystyle \mathbb {R} ^{n}} è definita nel modo seguente:
{\displaystyle {\text{d}}{\omega }=\sum _{i=1}^{n}{\frac {\partial f_{I}}{\partial x^{i}}}{\text{d}}x^{i}\wedge {\text{d}}x^{I}}
Per una generica k-forma:
{\displaystyle \omega =\sum _{I}f_{I}dx_{I}}
con {\displaystyle I=(i_{1},\dots ,i_{n})}, la definizione è estesa per linearità.
La definizione mostrata in coordinate locali segue dalla definizione precedente. Infatti, sia:
{\displaystyle \omega =f_{I}{\text{d}}x_{i_{1}}\wedge \cdots \wedge {\text{d}}x_{i_{k}}}
allora si ha:
{\displaystyle {\text{d}}{\omega }={\text{d}}(f_{I}{\text{d}}x^{i_{1}}\wedge \cdots \wedge {\text{d}}x^{i_{k}})}
{\displaystyle ={\text{d}}f_{I}\wedge ({\text{d}}x^{i_{1}}\wedge \cdots \wedge {\text{d}}x^{i_{k}})+f_{I}{\text{d}}({\text{d}}x^{i_{1}}\wedge \cdots \wedge {\text{d}}x^{i_{k}})}
{\displaystyle ={\text{d}}f_{I}\wedge {\text{d}}x^{i_{1}}\wedge \cdots \wedge {\text{d}}x^{i_{k}}+\sum _{p=1}^{k}(-1)^{(p-1)}f_{I}{\text{d}}x^{i_{1}}\wedge \cdots \wedge {\text{d}}x^{i_{p-1}}\wedge {\text{d}}^{2}x^{i_{p}}\wedge {\text{d}}x^{i_{p+1}}\wedge \cdots \wedge {\text{d}}x^{i_{k}}}
{\displaystyle ={\text{d}}f_{I}\wedge {\text{d}}x^{i_{1}}\wedge \cdots \wedge {\text{d}}x^{i_{k}}}
{\displaystyle =\sum _{i=1}^{n}{\frac {\partial f_{I}}{\partial x^{i}}}{\text{d}}x^{i}\wedge {\text{d}}x^{i_{1}}\wedge \cdots \wedge {\text{d}}x^{i_{k}}}
dove {\displaystyle f_{I}} è interpretata come una zero-forma, alla quale sono applicate le proprietà della derivata esterna.

## Formula invariante
Si può trovare una formula esplicita per la derivata esterna di una k-forma {\displaystyle \omega } quando si considerano k+1 campi vettoriali lisci {\displaystyle V_{0},...,V_{k}}:
{\displaystyle {\text{d}}\omega (V_{0},...,V_{k})=\sum _{i}(-1)^{i}V_{i}\left(\omega (V_{0},\ldots ,{\hat {V}}_{i},\ldots ,V_{k})\right)}
{\displaystyle +\sum _{i<j}(-1)^{i+j}\omega ([V_{i},V_{j}],V_{0},\ldots ,{\hat {V}}_{i},\ldots ,{\hat {V}}_{j},\ldots ,V_{k})}
dove {\displaystyle [V_{i},V_{j}]} sono le parentesi di Lie, e il cappello denota l'omissione di un dato elemento:
{\displaystyle \omega (V_{1},\ldots ,{\hat {V}}_{i},\ldots ,V_{k})=\omega (V_{1},\ldots ,V_{i-1},V_{i+1},\ldots ,V_{k})}
In particolare, per 1-forme si ha:
{\displaystyle d\omega (X,Y)=X\omega (Y)-Y\omega (X)-\omega ([X,Y])}
dove {\displaystyle X} e {\displaystyle Y} sono campi vettoriali.

## La derivata esterna nel calcolo vettoriale
Diversi operatori utilizzati nel calcolo vettoriale sono casi speciali della nozione di differenziazione esterna, o ne hanno una stretta relazione.

### Gradiente
Una funzione liscia {\displaystyle f:\mathbb {R} ^{n}\to \mathbb {R} } è una 0-forma. La sua derivata esterna è la 1-forma:
{\displaystyle \mathrm {d} f=\sum _{i=1}^{n}{\frac {\partial f}{\partial x^{i}}}\,\mathrm {d} x^{i}=\langle \nabla f,\cdot \rangle }
In altre parole, la forma {\displaystyle df} agisce su ogni campo vettoriale {\displaystyle V} restituendo in ogni punto il prodotto scalare di {\displaystyle V} con il gradiente {\displaystyle \nabla f}. La 1-forma {\displaystyle df} è una sezione del fibrato cotangente che produce un'approssimazione lineare locale di {\displaystyle f} nello spazio cotangente ad ogni punto.

### Divergenza
Un campo vettoriale {\displaystyle V=(v_{1},...,v_{n})} su {\displaystyle \mathbb {R} ^{n}} possiede una corrispondente (n-1)-forma:
{\displaystyle \omega _{V}=v_{1}\;(\mathrm {d} x^{2}\wedge \mathrm {d} x^{3}\wedge \cdots \wedge \mathrm {d} x^{n})-v_{2}\;(\mathrm {d} x^{1}\wedge \mathrm {d} x^{3}\cdots \wedge \mathrm {d} x^{n})+\cdots +(-1)^{n-1}v_{n}\;(\mathrm {d} x^{1}\wedge \cdots \wedge \mathrm {d} x^{n-1})}
{\displaystyle =\sum _{p=1}^{n}{(-1)^{(p-1)}v_{p}(\mathrm {d} x^{1}\wedge \cdots \wedge \mathrm {d} x^{p-1}\wedge {\widehat {\mathrm {d} x^{p}}}\wedge \mathrm {d} x^{p+1}\wedge \cdots \wedge \mathrm {d} x^{n})}}
dove {\displaystyle {\widehat {\mathrm {d} x^{p}}}} denota l'omissione di tale elemento. L'integrale di {\displaystyle \omega _{V}} su un'ipersuperficie è il flusso di {\displaystyle V} attraverso tale ipersuperficie.
La derivata esterna di tale (n-1)-forma è la n-forma:
{\displaystyle \mathrm {d} \omega _{V}=\operatorname {div} (V)\;(\mathrm {d} x^{1}\wedge \mathrm {d} x^{2}\wedge \cdots \wedge \mathrm {d} x^{n})}

### Rotore
Un campo vettoriale {\displaystyle V} su {\displaystyle \mathbb {R} ^{n}} possiede una corrispondente 1-forma:
{\displaystyle \eta _{V}=v_{1}\;\mathrm {d} x^{1}+v_{2}\;\mathrm {d} x^{2}+\cdots +v_{n}\;\mathrm {d} x^{n}}
Localmente, {\displaystyle \eta _{V}} è il prodotto interno con {\displaystyle V}, e l'integrale di {\displaystyle \eta _{V}} lungo un cammino è il lavoro meccanico compiuto "contro" {\displaystyle -V} lungo il cammino. Se n=3, la derivata esterna di {\displaystyle \eta _{V}} è la 2-forma:
{\displaystyle \mathrm {d} \eta _{V}=\omega _{\operatorname {rot} (V)}}